# Strega

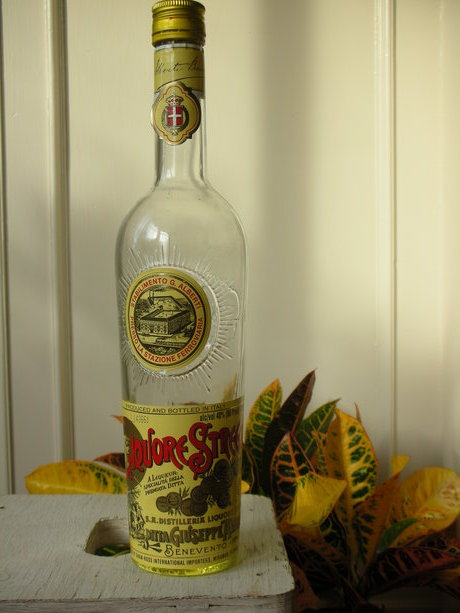
Opróżniona niemal do dna butelka Stregi

Strega (włos. czarownica) – ziołowy likier pochodzenia włoskiego o zawartości alkoholu 40%. Produkuje się go z 70 różnych ziół i aromatów, przywołując sugestię eliksiru miłosnego. Nazwa likieru wywodzi się z legend o czarownicach z Benewent. 